# Карабай-Шемуршинское сельское поселение
Карабай-Шемуршинское се́льское поселе́ние — муниципальное образование в Шемуршинском районе Чувашии Российской Федерации.
Административный центр — деревня Карабай-Шемурша.

## История
Статус и границы сельского поселения установлены Законом Чувашской Республики от 24 ноября 2004 года № 37 «Об установлении границ муниципальных образований Чувашской Республики и наделении их статусом городского, сельского поселения, муниципального района и городского округа».

## Население
| 2010  | 2012  | 2013  | 2014  | 2015  | 2016  | 2017  |
| ----- | ----- | ----- | ----- | ----- | ----- | ----- |
| 1412  | ↘1346 | ↘1283 | ↘1254 | ↘1211 | ↘1189 | ↗1193 |
| 2018  | 2019  | 2020  | 2021  |       |       |       |
| ↘1185 | ↘1163 | ↘1130 | ↘1106 |       |       |       |

## Состав сельского поселения
| № | Населённый пункт | Тип населённого пункта          | Население |
| - | ---------------- | ------------------------------- | --------- |
| 1 | Карабай-Шемурша  | деревня, административный центр | ↗1187     |
| 2 | Новое Буяново    | деревня                         | ↗396      |